# Hymenoptera
Los himenópteros (Hymenoptera, del griego 'υμεν, hymen: "membrana" y πτερόν, pterón: "ala") constituyen uno de los órdenes más numerosos de insectos, con unas 153 000 especies descritas (132 familias, 8423 géneros) y más de 2000 especies extintas.
 Comprende a las abejas, abejorros, avispas y hormigas, entre otros. El nombre proviene de sus alas membranosas.

## Características
Los himenópteros poseen dos pares de alas membranosas (en las hormigas solo presentan alas las castas reproductoras: reinas y machos). Las alas posteriores son más pequeñas. El ala anterior y la posterior se mantienen acopladas durante el vuelo por una serie de ganchitos llamados hamulus (plural, hamuli).
Las piezas bucales son de tipo masticador o lamedor (véase insecto); en los grupos más avanzados, especialmente en las abejas el labio y la maxila forman una especie de lengua con la que pueden absorber líquidos.
Las antenas generalmente son de diez o más segmentos y son relativamente largas. El tarso o parte final de la pata suele ser de cinco segmentos.  
Las hembras presentan al final del abdomen una estructura para la puesta de huevos (el ovipositor), que en algunos grupos se transforma en un aguijón venenoso.
El desarrollo es por metamorfosis completa y la reproducción es por el sistema de haplodiploidía (ver: Determinación del sexo).
En cuanto a su forma de vida, existen muchas diferencias dentro del grupo, encontrándose tanto especies parásitas como de vida libre; entre éstas cabe destacar los himenópteros sociales, en que existen tres tipos de individuos o castas diferenciadas morfológicamente y por comportamiento: zánganos (machos), reina y obreras (hembras); la reina, diploide, es el único individuo fecundo en la colonia y es capaz de producir progenie tanto diploide: obreras, (hembras infértiles) y reinas, como haploide (zánganos, machos haploides debido a que son de origen partenogenético).

## Determinación del sexo
Entre los himenópteros el sexo se determina por el número de cromosomas que posee un individuo. Un huevo fertilizado tiene dos juegos de cromosomas (uno de cada progenitor) y llega a ser una hembra diploide, mientras que los huevos no fecundados se convierten en machos haploides. La hembra puede controlar el acto de fecundación al poner los huevos y por consiguiente el número de machos y hembras. Este método de determinación sexual se llama haplodiploidía.
Sin embargo, el mecanismo real es más complejo que el simple número de cromosomas. En muchos himenópteros el sexo está determinado por un gen de un solo locus con muchos alelos.
En tales especies los haploides son machos y los diploides heterocigotas para el locus del sexo son hembras. Ocasionalmente un diploide es homocigota para este locus y se desarrolla como macho en vez de hembra. Esto ocurre a menudo cuando los padres están emparentados muy cercanamente. La consanguinidad o endogamia puede producir machos diploides homocigotas en muchas especies de hormigas, avispas y abejas.
Una consecuencia de la haplodiploidía es que en promedio las hembras comparten más genes con sus hermanas que con sus hijas o madres. A raíz de esto, la cooperación entre hermanas confiere ciertas ventajas selectivas y se especula que ello haya sido la causa de los orígenes múltiples de eusocialidad en el orden Hymenoptera.

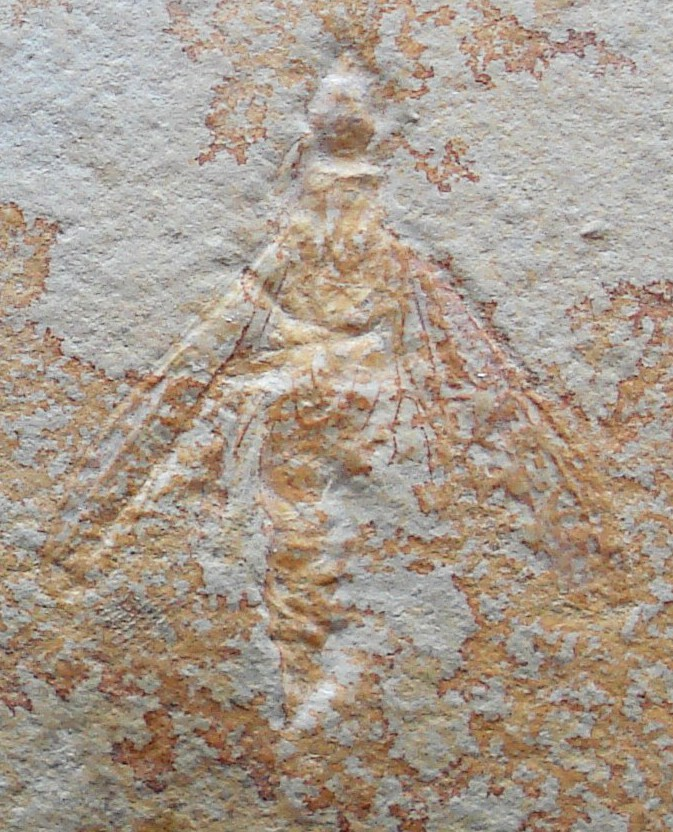
Pseudosirex schroeteri, fósil del Jurásico de Alemania

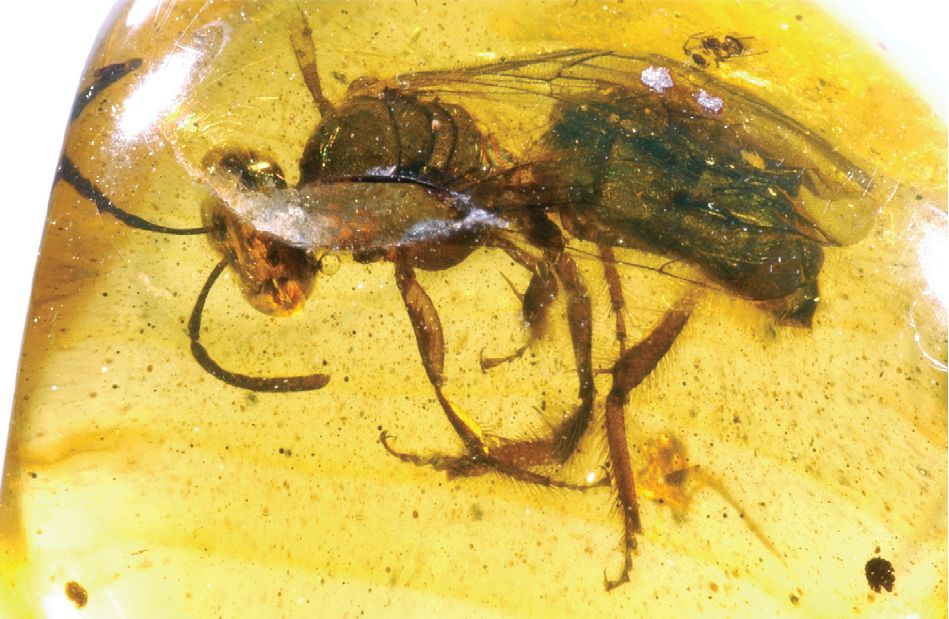
Oligochlora semirugosa, fósil en ámbar del Mioceno

## Evolución
Los himenópteros aparecieron en el Triásico. Los fósiles más antiguos pertenecen a la familia Xyelidae.
Los himenópteros sociales aparecieron durante el Cretácico. La eusocialidad evolucionó independientemente en varios grupos diferentes. La evolución de este grupo ha sido muy estudiada por  A. Rasnitsyn, M. S. Engel y G. Dlussky entre otros.
Los principales episodios de la evolución de Hymenoptera son los siguientes:
- Origen y divergencia desde el grupo troncal de Endopterigota en el Triásico tardío, alrededor de 230 Ma.
- Origen de Euhymenoptera (verdaderos Hymenoptera) y de parasitoidismo alrededor del límite Triásico-Jurásico (210 Ma), con una rápida radiación de Apocrita en el Jurásico temprano (195 Ma).
- Origen de los himenópteros con aguijón, Aculeata, a fines del Jurásico (155 Ma) y radiación de muchas familias en el Cretácico temprano (140 Ma).
- Origen de las abejas y las hormigas en el Cretácico medio, durante la radiación de las angiospermas (125-120 Ma). La radiación de las hormigas tuvo lugar recién en el Terciario tardío.
- Origen de la eusocialidad en las hormigas y avispas durante el Cretácico medio y en las abejas  durante el Cretácico tardío.[6]

## Filogenia y clasificación
El orden de los himenópteros se ha dividido tradicionalmente en dos subórdenes:
- Symphyta. Carecen de cintura (estrechamiento que separa el tórax del abdomen). Es un grupo parafilético.[8]
- Apocrita. Poseen cintura.

### Relaciones con otros insectos
Este cladograma de las relaciones externas está basado en un análisis de ADN y proteínas de 2008.
|  | Mecoptera                                                          |
|  |                                                                    |
|  | \| \| Boreidae \| \| \| \| \| \| Siphonaptera (pulgas) \| \| \| \| |
|  |                                                                    |
|  | Boreidae                                                           |
|  |                                                                    |
|  | Siphonaptera (pulgas)                                              |
|  |                                                                    |

|  | Boreidae              |
|  |                       |
|  | Siphonaptera (pulgas) |
|  |                       |

|  | Mecoptera                                                          |
|  |                                                                    |
|  | \| \| Boreidae \| \| \| \| \| \| Siphonaptera (pulgas) \| \| \| \| |
|  |                                                                    |
|  | Boreidae                                                           |
|  |                                                                    |
|  | Siphonaptera (pulgas)                                              |
|  |                                                                    |

|  | Boreidae              |
|  |                       |
|  | Siphonaptera (pulgas) |
|  |                       |

|  | Trichoptera (frigáneas)            |
|  |                                    |
|  | Lepidoptera (mariposas y polillas) |
|  |                                    |

|  | Mecoptera                                                          |
|  |                                                                    |
|  | \| \| Boreidae \| \| \| \| \| \| Siphonaptera (pulgas) \| \| \| \| |
|  |                                                                    |
|  | Boreidae                                                           |
|  |                                                                    |
|  | Siphonaptera (pulgas)                                              |
|  |                                                                    |

|  | Boreidae              |
|  |                       |
|  | Siphonaptera (pulgas) |
|  |                       |

|  | Mecoptera                                                          |
|  |                                                                    |
|  | \| \| Boreidae \| \| \| \| \| \| Siphonaptera (pulgas) \| \| \| \| |
|  |                                                                    |
|  | Boreidae                                                           |
|  |                                                                    |
|  | Siphonaptera (pulgas)                                              |
|  |                                                                    |

|  | Boreidae              |
|  |                       |
|  | Siphonaptera (pulgas) |
|  |                       |

|  | Trichoptera (frigáneas)            |
|  |                                    |
|  | Lepidoptera (mariposas y polillas) |
|  |                                    |

|  | Mecoptera                                                          |
|  |                                                                    |
|  | \| \| Boreidae \| \| \| \| \| \| Siphonaptera (pulgas) \| \| \| \| |
|  |                                                                    |
|  | Boreidae                                                           |
|  |                                                                    |
|  | Siphonaptera (pulgas)                                              |
|  |                                                                    |

|  | Boreidae              |
|  |                       |
|  | Siphonaptera (pulgas) |
|  |                       |

|  | Mecoptera                                                          |
|  |                                                                    |
|  | \| \| Boreidae \| \| \| \| \| \| Siphonaptera (pulgas) \| \| \| \| |
|  |                                                                    |
|  | Boreidae                                                           |
|  |                                                                    |
|  | Siphonaptera (pulgas)                                              |
|  |                                                                    |

|  | Boreidae              |
|  |                       |
|  | Siphonaptera (pulgas) |
|  |                       |

|  | Trichoptera (frigáneas)            |
|  |                                    |
|  | Lepidoptera (mariposas y polillas) |
|  |                                    |

|  | Mecoptera                                                          |
|  |                                                                    |
|  | \| \| Boreidae \| \| \| \| \| \| Siphonaptera (pulgas) \| \| \| \| |
|  |                                                                    |
|  | Boreidae                                                           |
|  |                                                                    |
|  | Siphonaptera (pulgas)                                              |
|  |                                                                    |

|  | Boreidae              |
|  |                       |
|  | Siphonaptera (pulgas) |
|  |                       |

|  | Mecoptera                                                          |
|  |                                                                    |
|  | \| \| Boreidae \| \| \| \| \| \| Siphonaptera (pulgas) \| \| \| \| |
|  |                                                                    |
|  | Boreidae                                                           |
|  |                                                                    |
|  | Siphonaptera (pulgas)                                              |
|  |                                                                    |

|  | Boreidae              |
|  |                       |
|  | Siphonaptera (pulgas) |
|  |                       |

|  | Trichoptera (frigáneas)            |
|  |                                    |
|  | Lepidoptera (mariposas y polillas) |
|  |                                    |

### Relaciones entre los grupos del orden Hymenoptera
Este cladograma está basado en Schulmeister 2003. Apocrita es monofilético, pero Symphyta (todos los grupos restantes) es parafilético.
Este clado ha sido estudiado por el análisis del ADN mitocondrial. Sin embargo, estos estudios no pudieron resolver algunas de las ambigüedades de este grupo. Dentro de Apocrita: Aculeata, Ichneumonoidea, y Proctotrupoidea son monofiléticos; Megalyroidea y Trigonalyoidea son clados hermanos; Chalcidoidea y Diaprioidea también lo son; Cynipoidea generalmente es considerado como grupo hermano de Chalcidoidea y Diaprioidea.
|                         | Xiphydrioidea |
|                         | |
| parasitismo             | \| \| Orussoidea (avispas parasíticas) \| \| \| \| \| cintura de avispa 200Ma \| Apocrita (hormigas, avispas, abejas) \| \| \| Apocrita (hormigas, avispas, abejas) \| |
|                         | \| \| Orussoidea (avispas parasíticas) \| \| \| \| \| cintura de avispa 200Ma \| Apocrita (hormigas, avispas, abejas) \| \| \| Apocrita (hormigas, avispas, abejas) \| |
|                         | Orussoidea (avispas parasíticas) |
|                         | |
| cintura de avispa 200Ma | Apocrita (hormigas, avispas, abejas) |
|                         | Apocrita (hormigas, avispas, abejas) |

|                         | Orussoidea (avispas parasíticas)     |
|                         |                                      |
| cintura de avispa 200Ma | Apocrita (hormigas, avispas, abejas) |
|                         | Apocrita (hormigas, avispas, abejas) |

|                         | Xiphydrioidea |
|                         | |
| parasitismo             | \| \| Orussoidea (avispas parasíticas) \| \| \| \| \| cintura de avispa 200Ma \| Apocrita (hormigas, avispas, abejas) \| \| \| Apocrita (hormigas, avispas, abejas) \| |
|                         | \| \| Orussoidea (avispas parasíticas) \| \| \| \| \| cintura de avispa 200Ma \| Apocrita (hormigas, avispas, abejas) \| \| \| Apocrita (hormigas, avispas, abejas) \| |
|                         | Orussoidea (avispas parasíticas) |
|                         | |
| cintura de avispa 200Ma | Apocrita (hormigas, avispas, abejas) |
|                         | Apocrita (hormigas, avispas, abejas) |

|                         | Orussoidea (avispas parasíticas)     |
|                         |                                      |
| cintura de avispa 200Ma | Apocrita (hormigas, avispas, abejas) |
|                         | Apocrita (hormigas, avispas, abejas) |

|                         | Xiphydrioidea |
|                         | |
| parasitismo             | \| \| Orussoidea (avispas parasíticas) \| \| \| \| \| cintura de avispa 200Ma \| Apocrita (hormigas, avispas, abejas) \| \| \| Apocrita (hormigas, avispas, abejas) \| |
|                         | \| \| Orussoidea (avispas parasíticas) \| \| \| \| \| cintura de avispa 200Ma \| Apocrita (hormigas, avispas, abejas) \| \| \| Apocrita (hormigas, avispas, abejas) \| |
|                         | Orussoidea (avispas parasíticas) |
|                         | |
| cintura de avispa 200Ma | Apocrita (hormigas, avispas, abejas) |
|                         | Apocrita (hormigas, avispas, abejas) |

|                         | Orussoidea (avispas parasíticas)     |
|                         |                                      |
| cintura de avispa 200Ma | Apocrita (hormigas, avispas, abejas) |
|                         | Apocrita (hormigas, avispas, abejas) |

|                         | Xiphydrioidea |
|                         | |
| parasitismo             | \| \| Orussoidea (avispas parasíticas) \| \| \| \| \| cintura de avispa 200Ma \| Apocrita (hormigas, avispas, abejas) \| \| \| Apocrita (hormigas, avispas, abejas) \| |
|                         | \| \| Orussoidea (avispas parasíticas) \| \| \| \| \| cintura de avispa 200Ma \| Apocrita (hormigas, avispas, abejas) \| \| \| Apocrita (hormigas, avispas, abejas) \| |
|                         | Orussoidea (avispas parasíticas) |
|                         | |
| cintura de avispa 200Ma | Apocrita (hormigas, avispas, abejas) |
|                         | Apocrita (hormigas, avispas, abejas) |

|                         | Orussoidea (avispas parasíticas)     |
|                         |                                      |
| cintura de avispa 200Ma | Apocrita (hormigas, avispas, abejas) |
|                         | Apocrita (hormigas, avispas, abejas) |

|                         | Xiphydrioidea |
|                         | |
| parasitismo             | \| \| Orussoidea (avispas parasíticas) \| \| \| \| \| cintura de avispa 200Ma \| Apocrita (hormigas, avispas, abejas) \| \| \| Apocrita (hormigas, avispas, abejas) \| |
|                         | \| \| Orussoidea (avispas parasíticas) \| \| \| \| \| cintura de avispa 200Ma \| Apocrita (hormigas, avispas, abejas) \| \| \| Apocrita (hormigas, avispas, abejas) \| |
|                         | Orussoidea (avispas parasíticas) |
|                         | |
| cintura de avispa 200Ma | Apocrita (hormigas, avispas, abejas) |
|                         | Apocrita (hormigas, avispas, abejas) |

|                         | Orussoidea (avispas parasíticas)     |
|                         |                                      |
| cintura de avispa 200Ma | Apocrita (hormigas, avispas, abejas) |
|                         | Apocrita (hormigas, avispas, abejas) |

|                         | Xiphydrioidea |
|                         | |
| parasitismo             | \| \| Orussoidea (avispas parasíticas) \| \| \| \| \| cintura de avispa 200Ma \| Apocrita (hormigas, avispas, abejas) \| \| \| Apocrita (hormigas, avispas, abejas) \| |
|                         | \| \| Orussoidea (avispas parasíticas) \| \| \| \| \| cintura de avispa 200Ma \| Apocrita (hormigas, avispas, abejas) \| \| \| Apocrita (hormigas, avispas, abejas) \| |
|                         | Orussoidea (avispas parasíticas) |
|                         | |
| cintura de avispa 200Ma | Apocrita (hormigas, avispas, abejas) |
|                         | Apocrita (hormigas, avispas, abejas) |

|                         | Orussoidea (avispas parasíticas)     |
|                         |                                      |
| cintura de avispa 200Ma | Apocrita (hormigas, avispas, abejas) |
|                         | Apocrita (hormigas, avispas, abejas) |

|                         | Xiphydrioidea |
|                         | |
| parasitismo             | \| \| Orussoidea (avispas parasíticas) \| \| \| \| \| cintura de avispa 200Ma \| Apocrita (hormigas, avispas, abejas) \| \| \| Apocrita (hormigas, avispas, abejas) \| |
|                         | \| \| Orussoidea (avispas parasíticas) \| \| \| \| \| cintura de avispa 200Ma \| Apocrita (hormigas, avispas, abejas) \| \| \| Apocrita (hormigas, avispas, abejas) \| |
|                         | Orussoidea (avispas parasíticas) |
|                         | |
| cintura de avispa 200Ma | Apocrita (hormigas, avispas, abejas) |
|                         | Apocrita (hormigas, avispas, abejas) |

|                         | Orussoidea (avispas parasíticas)     |
|                         |                                      |
| cintura de avispa 200Ma | Apocrita (hormigas, avispas, abejas) |
|                         | Apocrita (hormigas, avispas, abejas) |

|                         | Xiphydrioidea |
|                         | |
| parasitismo             | \| \| Orussoidea (avispas parasíticas) \| \| \| \| \| cintura de avispa 200Ma \| Apocrita (hormigas, avispas, abejas) \| \| \| Apocrita (hormigas, avispas, abejas) \| |
|                         | \| \| Orussoidea (avispas parasíticas) \| \| \| \| \| cintura de avispa 200Ma \| Apocrita (hormigas, avispas, abejas) \| \| \| Apocrita (hormigas, avispas, abejas) \| |
|                         | Orussoidea (avispas parasíticas) |
|                         | |
| cintura de avispa 200Ma | Apocrita (hormigas, avispas, abejas) |
|                         | Apocrita (hormigas, avispas, abejas) |

|                         | Orussoidea (avispas parasíticas)     |
|                         |                                      |
| cintura de avispa 200Ma | Apocrita (hormigas, avispas, abejas) |
|                         | Apocrita (hormigas, avispas, abejas) |

|                         | Xiphydrioidea |
|                         | |
| parasitismo             | \| \| Orussoidea (avispas parasíticas) \| \| \| \| \| cintura de avispa 200Ma \| Apocrita (hormigas, avispas, abejas) \| \| \| Apocrita (hormigas, avispas, abejas) \| |
|                         | \| \| Orussoidea (avispas parasíticas) \| \| \| \| \| cintura de avispa 200Ma \| Apocrita (hormigas, avispas, abejas) \| \| \| Apocrita (hormigas, avispas, abejas) \| |
|                         | Orussoidea (avispas parasíticas) |
|                         | |
| cintura de avispa 200Ma | Apocrita (hormigas, avispas, abejas) |
|                         | Apocrita (hormigas, avispas, abejas) |

|                         | Orussoidea (avispas parasíticas)     |
|                         |                                      |
| cintura de avispa 200Ma | Apocrita (hormigas, avispas, abejas) |
|                         | Apocrita (hormigas, avispas, abejas) |

|                         | Xiphydrioidea |
|                         | |
| parasitismo             | \| \| Orussoidea (avispas parasíticas) \| \| \| \| \| cintura de avispa 200Ma \| Apocrita (hormigas, avispas, abejas) \| \| \| Apocrita (hormigas, avispas, abejas) \| |
|                         | \| \| Orussoidea (avispas parasíticas) \| \| \| \| \| cintura de avispa 200Ma \| Apocrita (hormigas, avispas, abejas) \| \| \| Apocrita (hormigas, avispas, abejas) \| |
|                         | Orussoidea (avispas parasíticas) |
|                         | |
| cintura de avispa 200Ma | Apocrita (hormigas, avispas, abejas) |
|                         | Apocrita (hormigas, avispas, abejas) |

|                         | Orussoidea (avispas parasíticas)     |
|                         |                                      |
| cintura de avispa 200Ma | Apocrita (hormigas, avispas, abejas) |
|                         | Apocrita (hormigas, avispas, abejas) |

|                         | Xiphydrioidea |
|                         | |
| parasitismo             | \| \| Orussoidea (avispas parasíticas) \| \| \| \| \| cintura de avispa 200Ma \| Apocrita (hormigas, avispas, abejas) \| \| \| Apocrita (hormigas, avispas, abejas) \| |
|                         | \| \| Orussoidea (avispas parasíticas) \| \| \| \| \| cintura de avispa 200Ma \| Apocrita (hormigas, avispas, abejas) \| \| \| Apocrita (hormigas, avispas, abejas) \| |
|                         | Orussoidea (avispas parasíticas) |
|                         | |
| cintura de avispa 200Ma | Apocrita (hormigas, avispas, abejas) |
|                         | Apocrita (hormigas, avispas, abejas) |

|                         | Orussoidea (avispas parasíticas)     |
|                         |                                      |
| cintura de avispa 200Ma | Apocrita (hormigas, avispas, abejas) |
|                         | Apocrita (hormigas, avispas, abejas) |

|                         | Xiphydrioidea |
|                         | |
| parasitismo             | \| \| Orussoidea (avispas parasíticas) \| \| \| \| \| cintura de avispa 200Ma \| Apocrita (hormigas, avispas, abejas) \| \| \| Apocrita (hormigas, avispas, abejas) \| |
|                         | \| \| Orussoidea (avispas parasíticas) \| \| \| \| \| cintura de avispa 200Ma \| Apocrita (hormigas, avispas, abejas) \| \| \| Apocrita (hormigas, avispas, abejas) \| |
|                         | Orussoidea (avispas parasíticas) |
|                         | |
| cintura de avispa 200Ma | Apocrita (hormigas, avispas, abejas) |
|                         | Apocrita (hormigas, avispas, abejas) |

|                         | Orussoidea (avispas parasíticas)     |
|                         |                                      |
| cintura de avispa 200Ma | Apocrita (hormigas, avispas, abejas) |
|                         | Apocrita (hormigas, avispas, abejas) |

|                         | Xiphydrioidea |
|                         | |
| parasitismo             | \| \| Orussoidea (avispas parasíticas) \| \| \| \| \| cintura de avispa 200Ma \| Apocrita (hormigas, avispas, abejas) \| \| \| Apocrita (hormigas, avispas, abejas) \| |
|                         | \| \| Orussoidea (avispas parasíticas) \| \| \| \| \| cintura de avispa 200Ma \| Apocrita (hormigas, avispas, abejas) \| \| \| Apocrita (hormigas, avispas, abejas) \| |
|                         | Orussoidea (avispas parasíticas) |
|                         | |
| cintura de avispa 200Ma | Apocrita (hormigas, avispas, abejas) |
|                         | Apocrita (hormigas, avispas, abejas) |

|                         | Orussoidea (avispas parasíticas)     |
|                         |                                      |
| cintura de avispa 200Ma | Apocrita (hormigas, avispas, abejas) |
|                         | Apocrita (hormigas, avispas, abejas) |

|                         | Xiphydrioidea |
|                         | |
| parasitismo             | \| \| Orussoidea (avispas parasíticas) \| \| \| \| \| cintura de avispa 200Ma \| Apocrita (hormigas, avispas, abejas) \| \| \| Apocrita (hormigas, avispas, abejas) \| |
|                         | \| \| Orussoidea (avispas parasíticas) \| \| \| \| \| cintura de avispa 200Ma \| Apocrita (hormigas, avispas, abejas) \| \| \| Apocrita (hormigas, avispas, abejas) \| |
|                         | Orussoidea (avispas parasíticas) |
|                         | |
| cintura de avispa 200Ma | Apocrita (hormigas, avispas, abejas) |
|                         | Apocrita (hormigas, avispas, abejas) |

|                         | Orussoidea (avispas parasíticas)     |
|                         |                                      |
| cintura de avispa 200Ma | Apocrita (hormigas, avispas, abejas) |
|                         | Apocrita (hormigas, avispas, abejas) |

|                         | Xiphydrioidea |
|                         | |
| parasitismo             | \| \| Orussoidea (avispas parasíticas) \| \| \| \| \| cintura de avispa 200Ma \| Apocrita (hormigas, avispas, abejas) \| \| \| Apocrita (hormigas, avispas, abejas) \| |
|                         | \| \| Orussoidea (avispas parasíticas) \| \| \| \| \| cintura de avispa 200Ma \| Apocrita (hormigas, avispas, abejas) \| \| \| Apocrita (hormigas, avispas, abejas) \| |
|                         | Orussoidea (avispas parasíticas) |
|                         | |
| cintura de avispa 200Ma | Apocrita (hormigas, avispas, abejas) |
|                         | Apocrita (hormigas, avispas, abejas) |

|                         | Orussoidea (avispas parasíticas)     |
|                         |                                      |
| cintura de avispa 200Ma | Apocrita (hormigas, avispas, abejas) |
|                         | Apocrita (hormigas, avispas, abejas) |

|                         | Xiphydrioidea |
|                         | |
| parasitismo             | \| \| Orussoidea (avispas parasíticas) \| \| \| \| \| cintura de avispa 200Ma \| Apocrita (hormigas, avispas, abejas) \| \| \| Apocrita (hormigas, avispas, abejas) \| |
|                         | \| \| Orussoidea (avispas parasíticas) \| \| \| \| \| cintura de avispa 200Ma \| Apocrita (hormigas, avispas, abejas) \| \| \| Apocrita (hormigas, avispas, abejas) \| |
|                         | Orussoidea (avispas parasíticas) |
|                         | |
| cintura de avispa 200Ma | Apocrita (hormigas, avispas, abejas) |
|                         | Apocrita (hormigas, avispas, abejas) |

|                         | Orussoidea (avispas parasíticas)     |
|                         |                                      |
| cintura de avispa 200Ma | Apocrita (hormigas, avispas, abejas) |
|                         | Apocrita (hormigas, avispas, abejas) |

|                         | Xiphydrioidea |
|                         | |
| parasitismo             | \| \| Orussoidea (avispas parasíticas) \| \| \| \| \| cintura de avispa 200Ma \| Apocrita (hormigas, avispas, abejas) \| \| \| Apocrita (hormigas, avispas, abejas) \| |
|                         | \| \| Orussoidea (avispas parasíticas) \| \| \| \| \| cintura de avispa 200Ma \| Apocrita (hormigas, avispas, abejas) \| \| \| Apocrita (hormigas, avispas, abejas) \| |
|                         | Orussoidea (avispas parasíticas) |
|                         | |
| cintura de avispa 200Ma | Apocrita (hormigas, avispas, abejas) |
|                         | Apocrita (hormigas, avispas, abejas) |

|                         | Orussoidea (avispas parasíticas)     |
|                         |                                      |
| cintura de avispa 200Ma | Apocrita (hormigas, avispas, abejas) |
|                         | Apocrita (hormigas, avispas, abejas) |

|                         | Xiphydrioidea |
|                         | |
| parasitismo             | \| \| Orussoidea (avispas parasíticas) \| \| \| \| \| cintura de avispa 200Ma \| Apocrita (hormigas, avispas, abejas) \| \| \| Apocrita (hormigas, avispas, abejas) \| |
|                         | \| \| Orussoidea (avispas parasíticas) \| \| \| \| \| cintura de avispa 200Ma \| Apocrita (hormigas, avispas, abejas) \| \| \| Apocrita (hormigas, avispas, abejas) \| |
|                         | Orussoidea (avispas parasíticas) |
|                         | |
| cintura de avispa 200Ma | Apocrita (hormigas, avispas, abejas) |
|                         | Apocrita (hormigas, avispas, abejas) |

|                         | Orussoidea (avispas parasíticas)     |
|                         |                                      |
| cintura de avispa 200Ma | Apocrita (hormigas, avispas, abejas) |
|                         | Apocrita (hormigas, avispas, abejas) |

|                         | Xiphydrioidea |
|                         | |
| parasitismo             | \| \| Orussoidea (avispas parasíticas) \| \| \| \| \| cintura de avispa 200Ma \| Apocrita (hormigas, avispas, abejas) \| \| \| Apocrita (hormigas, avispas, abejas) \| |
|                         | \| \| Orussoidea (avispas parasíticas) \| \| \| \| \| cintura de avispa 200Ma \| Apocrita (hormigas, avispas, abejas) \| \| \| Apocrita (hormigas, avispas, abejas) \| |
|                         | Orussoidea (avispas parasíticas) |
|                         | |
| cintura de avispa 200Ma | Apocrita (hormigas, avispas, abejas) |
|                         | Apocrita (hormigas, avispas, abejas) |

|                         | Orussoidea (avispas parasíticas)     |
|                         |                                      |
| cintura de avispa 200Ma | Apocrita (hormigas, avispas, abejas) |
|                         | Apocrita (hormigas, avispas, abejas) |

|                         | Xiphydrioidea |
|                         | |
| parasitismo             | \| \| Orussoidea (avispas parasíticas) \| \| \| \| \| cintura de avispa 200Ma \| Apocrita (hormigas, avispas, abejas) \| \| \| Apocrita (hormigas, avispas, abejas) \| |
|                         | \| \| Orussoidea (avispas parasíticas) \| \| \| \| \| cintura de avispa 200Ma \| Apocrita (hormigas, avispas, abejas) \| \| \| Apocrita (hormigas, avispas, abejas) \| |
|                         | Orussoidea (avispas parasíticas) |
|                         | |
| cintura de avispa 200Ma | Apocrita (hormigas, avispas, abejas) |
|                         | Apocrita (hormigas, avispas, abejas) |

|                         | Orussoidea (avispas parasíticas)     |
|                         |                                      |
| cintura de avispa 200Ma | Apocrita (hormigas, avispas, abejas) |
|                         | Apocrita (hormigas, avispas, abejas) |

|                         | Xiphydrioidea |
|                         | |
| parasitismo             | \| \| Orussoidea (avispas parasíticas) \| \| \| \| \| cintura de avispa 200Ma \| Apocrita (hormigas, avispas, abejas) \| \| \| Apocrita (hormigas, avispas, abejas) \| |
|                         | \| \| Orussoidea (avispas parasíticas) \| \| \| \| \| cintura de avispa 200Ma \| Apocrita (hormigas, avispas, abejas) \| \| \| Apocrita (hormigas, avispas, abejas) \| |
|                         | Orussoidea (avispas parasíticas) |
|                         | |
| cintura de avispa 200Ma | Apocrita (hormigas, avispas, abejas) |
|                         | Apocrita (hormigas, avispas, abejas) |

|                         | Orussoidea (avispas parasíticas)     |
|                         |                                      |
| cintura de avispa 200Ma | Apocrita (hormigas, avispas, abejas) |
|                         | Apocrita (hormigas, avispas, abejas) |

|                         | Xiphydrioidea |
|                         | |
| parasitismo             | \| \| Orussoidea (avispas parasíticas) \| \| \| \| \| cintura de avispa 200Ma \| Apocrita (hormigas, avispas, abejas) \| \| \| Apocrita (hormigas, avispas, abejas) \| |
|                         | \| \| Orussoidea (avispas parasíticas) \| \| \| \| \| cintura de avispa 200Ma \| Apocrita (hormigas, avispas, abejas) \| \| \| Apocrita (hormigas, avispas, abejas) \| |
|                         | Orussoidea (avispas parasíticas) |
|                         | |
| cintura de avispa 200Ma | Apocrita (hormigas, avispas, abejas) |
|                         | Apocrita (hormigas, avispas, abejas) |

|                         | Orussoidea (avispas parasíticas)     |
|                         |                                      |
| cintura de avispa 200Ma | Apocrita (hormigas, avispas, abejas) |
|                         | Apocrita (hormigas, avispas, abejas) |

|                         | Xiphydrioidea |
|                         | |
| parasitismo             | \| \| Orussoidea (avispas parasíticas) \| \| \| \| \| cintura de avispa 200Ma \| Apocrita (hormigas, avispas, abejas) \| \| \| Apocrita (hormigas, avispas, abejas) \| |
|                         | \| \| Orussoidea (avispas parasíticas) \| \| \| \| \| cintura de avispa 200Ma \| Apocrita (hormigas, avispas, abejas) \| \| \| Apocrita (hormigas, avispas, abejas) \| |
|                         | Orussoidea (avispas parasíticas) |
|                         | |
| cintura de avispa 200Ma | Apocrita (hormigas, avispas, abejas) |
|                         | Apocrita (hormigas, avispas, abejas) |

|                         | Orussoidea (avispas parasíticas)     |
|                         |                                      |
| cintura de avispa 200Ma | Apocrita (hormigas, avispas, abejas) |
|                         | Apocrita (hormigas, avispas, abejas) |

|                         | Xiphydrioidea |
|                         | |
| parasitismo             | \| \| Orussoidea (avispas parasíticas) \| \| \| \| \| cintura de avispa 200Ma \| Apocrita (hormigas, avispas, abejas) \| \| \| Apocrita (hormigas, avispas, abejas) \| |
|                         | \| \| Orussoidea (avispas parasíticas) \| \| \| \| \| cintura de avispa 200Ma \| Apocrita (hormigas, avispas, abejas) \| \| \| Apocrita (hormigas, avispas, abejas) \| |
|                         | Orussoidea (avispas parasíticas) |
|                         | |
| cintura de avispa 200Ma | Apocrita (hormigas, avispas, abejas) |
|                         | Apocrita (hormigas, avispas, abejas) |

|                         | Orussoidea (avispas parasíticas)     |
|                         |                                      |
| cintura de avispa 200Ma | Apocrita (hormigas, avispas, abejas) |
|                         | Apocrita (hormigas, avispas, abejas) |

|                         | Xiphydrioidea |
|                         | |
| parasitismo             | \| \| Orussoidea (avispas parasíticas) \| \| \| \| \| cintura de avispa 200Ma \| Apocrita (hormigas, avispas, abejas) \| \| \| Apocrita (hormigas, avispas, abejas) \| |
|                         | \| \| Orussoidea (avispas parasíticas) \| \| \| \| \| cintura de avispa 200Ma \| Apocrita (hormigas, avispas, abejas) \| \| \| Apocrita (hormigas, avispas, abejas) \| |
|                         | Orussoidea (avispas parasíticas) |
|                         | |
| cintura de avispa 200Ma | Apocrita (hormigas, avispas, abejas) |
|                         | Apocrita (hormigas, avispas, abejas) |

|                         | Orussoidea (avispas parasíticas)     |
|                         |                                      |
| cintura de avispa 200Ma | Apocrita (hormigas, avispas, abejas) |
|                         | Apocrita (hormigas, avispas, abejas) |

|                         | Xiphydrioidea |
|                         | |
| parasitismo             | \| \| Orussoidea (avispas parasíticas) \| \| \| \| \| cintura de avispa 200Ma \| Apocrita (hormigas, avispas, abejas) \| \| \| Apocrita (hormigas, avispas, abejas) \| |
|                         | \| \| Orussoidea (avispas parasíticas) \| \| \| \| \| cintura de avispa 200Ma \| Apocrita (hormigas, avispas, abejas) \| \| \| Apocrita (hormigas, avispas, abejas) \| |
|                         | Orussoidea (avispas parasíticas) |
|                         | |
| cintura de avispa 200Ma | Apocrita (hormigas, avispas, abejas) |
|                         | Apocrita (hormigas, avispas, abejas) |

|                         | Orussoidea (avispas parasíticas)     |
|                         |                                      |
| cintura de avispa 200Ma | Apocrita (hormigas, avispas, abejas) |
|                         | Apocrita (hormigas, avispas, abejas) |

|                         | Xiphydrioidea |
|                         | |
| parasitismo             | \| \| Orussoidea (avispas parasíticas) \| \| \| \| \| cintura de avispa 200Ma \| Apocrita (hormigas, avispas, abejas) \| \| \| Apocrita (hormigas, avispas, abejas) \| |
|                         | \| \| Orussoidea (avispas parasíticas) \| \| \| \| \| cintura de avispa 200Ma \| Apocrita (hormigas, avispas, abejas) \| \| \| Apocrita (hormigas, avispas, abejas) \| |
|                         | Orussoidea (avispas parasíticas) |
|                         | |
| cintura de avispa 200Ma | Apocrita (hormigas, avispas, abejas) |
|                         | Apocrita (hormigas, avispas, abejas) |

|                         | Orussoidea (avispas parasíticas)     |
|                         |                                      |
| cintura de avispa 200Ma | Apocrita (hormigas, avispas, abejas) |
|                         | Apocrita (hormigas, avispas, abejas) |

|                         | Xiphydrioidea |
|                         | |
| parasitismo             | \| \| Orussoidea (avispas parasíticas) \| \| \| \| \| cintura de avispa 200Ma \| Apocrita (hormigas, avispas, abejas) \| \| \| Apocrita (hormigas, avispas, abejas) \| |
|                         | \| \| Orussoidea (avispas parasíticas) \| \| \| \| \| cintura de avispa 200Ma \| Apocrita (hormigas, avispas, abejas) \| \| \| Apocrita (hormigas, avispas, abejas) \| |
|                         | Orussoidea (avispas parasíticas) |
|                         | |
| cintura de avispa 200Ma | Apocrita (hormigas, avispas, abejas) |
|                         | Apocrita (hormigas, avispas, abejas) |

|                         | Orussoidea (avispas parasíticas)     |
|                         |                                      |
| cintura de avispa 200Ma | Apocrita (hormigas, avispas, abejas) |
|                         | Apocrita (hormigas, avispas, abejas) |

|                         | Xiphydrioidea |
|                         | |
| parasitismo             | \| \| Orussoidea (avispas parasíticas) \| \| \| \| \| cintura de avispa 200Ma \| Apocrita (hormigas, avispas, abejas) \| \| \| Apocrita (hormigas, avispas, abejas) \| |
|                         | \| \| Orussoidea (avispas parasíticas) \| \| \| \| \| cintura de avispa 200Ma \| Apocrita (hormigas, avispas, abejas) \| \| \| Apocrita (hormigas, avispas, abejas) \| |
|                         | Orussoidea (avispas parasíticas) |
|                         | |
| cintura de avispa 200Ma | Apocrita (hormigas, avispas, abejas) |
|                         | Apocrita (hormigas, avispas, abejas) |

|                         | Orussoidea (avispas parasíticas)     |
|                         |                                      |
| cintura de avispa 200Ma | Apocrita (hormigas, avispas, abejas) |
|                         | Apocrita (hormigas, avispas, abejas) |

|                         | Xiphydrioidea |
|                         | |
| parasitismo             | \| \| Orussoidea (avispas parasíticas) \| \| \| \| \| cintura de avispa 200Ma \| Apocrita (hormigas, avispas, abejas) \| \| \| Apocrita (hormigas, avispas, abejas) \| |
|                         | \| \| Orussoidea (avispas parasíticas) \| \| \| \| \| cintura de avispa 200Ma \| Apocrita (hormigas, avispas, abejas) \| \| \| Apocrita (hormigas, avispas, abejas) \| |
|                         | Orussoidea (avispas parasíticas) |
|                         | |
| cintura de avispa 200Ma | Apocrita (hormigas, avispas, abejas) |
|                         | Apocrita (hormigas, avispas, abejas) |

|                         | Orussoidea (avispas parasíticas)     |
|                         |                                      |
| cintura de avispa 200Ma | Apocrita (hormigas, avispas, abejas) |
|                         | Apocrita (hormigas, avispas, abejas) |

|                         | Xiphydrioidea |
|                         | |
| parasitismo             | \| \| Orussoidea (avispas parasíticas) \| \| \| \| \| cintura de avispa 200Ma \| Apocrita (hormigas, avispas, abejas) \| \| \| Apocrita (hormigas, avispas, abejas) \| |
|                         | \| \| Orussoidea (avispas parasíticas) \| \| \| \| \| cintura de avispa 200Ma \| Apocrita (hormigas, avispas, abejas) \| \| \| Apocrita (hormigas, avispas, abejas) \| |
|                         | Orussoidea (avispas parasíticas) |
|                         | |
| cintura de avispa 200Ma | Apocrita (hormigas, avispas, abejas) |
|                         | Apocrita (hormigas, avispas, abejas) |

|                         | Orussoidea (avispas parasíticas)     |
|                         |                                      |
| cintura de avispa 200Ma | Apocrita (hormigas, avispas, abejas) |
|                         | Apocrita (hormigas, avispas, abejas) |

|                         | Xiphydrioidea |
|                         | |
| parasitismo             | \| \| Orussoidea (avispas parasíticas) \| \| \| \| \| cintura de avispa 200Ma \| Apocrita (hormigas, avispas, abejas) \| \| \| Apocrita (hormigas, avispas, abejas) \| |
|                         | \| \| Orussoidea (avispas parasíticas) \| \| \| \| \| cintura de avispa 200Ma \| Apocrita (hormigas, avispas, abejas) \| \| \| Apocrita (hormigas, avispas, abejas) \| |
|                         | Orussoidea (avispas parasíticas) |
|                         | |
| cintura de avispa 200Ma | Apocrita (hormigas, avispas, abejas) |
|                         | Apocrita (hormigas, avispas, abejas) |

|                         | Orussoidea (avispas parasíticas)     |
|                         |                                      |
| cintura de avispa 200Ma | Apocrita (hormigas, avispas, abejas) |
|                         | Apocrita (hormigas, avispas, abejas) |

## Importancia ecológica
Desde el punto de vista humano los himenópteros son quizás los insectos más beneficiosos. Incluyen a un gran número de especies depredadoras o parásitas de otros insectos y que sirven de control de plagas y a los polinizadores más importantes, las abejas, especialmente la abeja doméstica, cobrando importancia esta última en la producción de miel y cera.
Algunos insectos de esta clase pueden llegar a ser muy peligrosos e incluso mortíferos debido a su picadura, caso de la especie Vespa mandarinia o avispón gigante asiático. Las larvas de la mayoría de especies de moscas sierra (suborden Symphyta) son herbívoras y en algunos casos pueden llegar a ser serias plagas.

## Galería

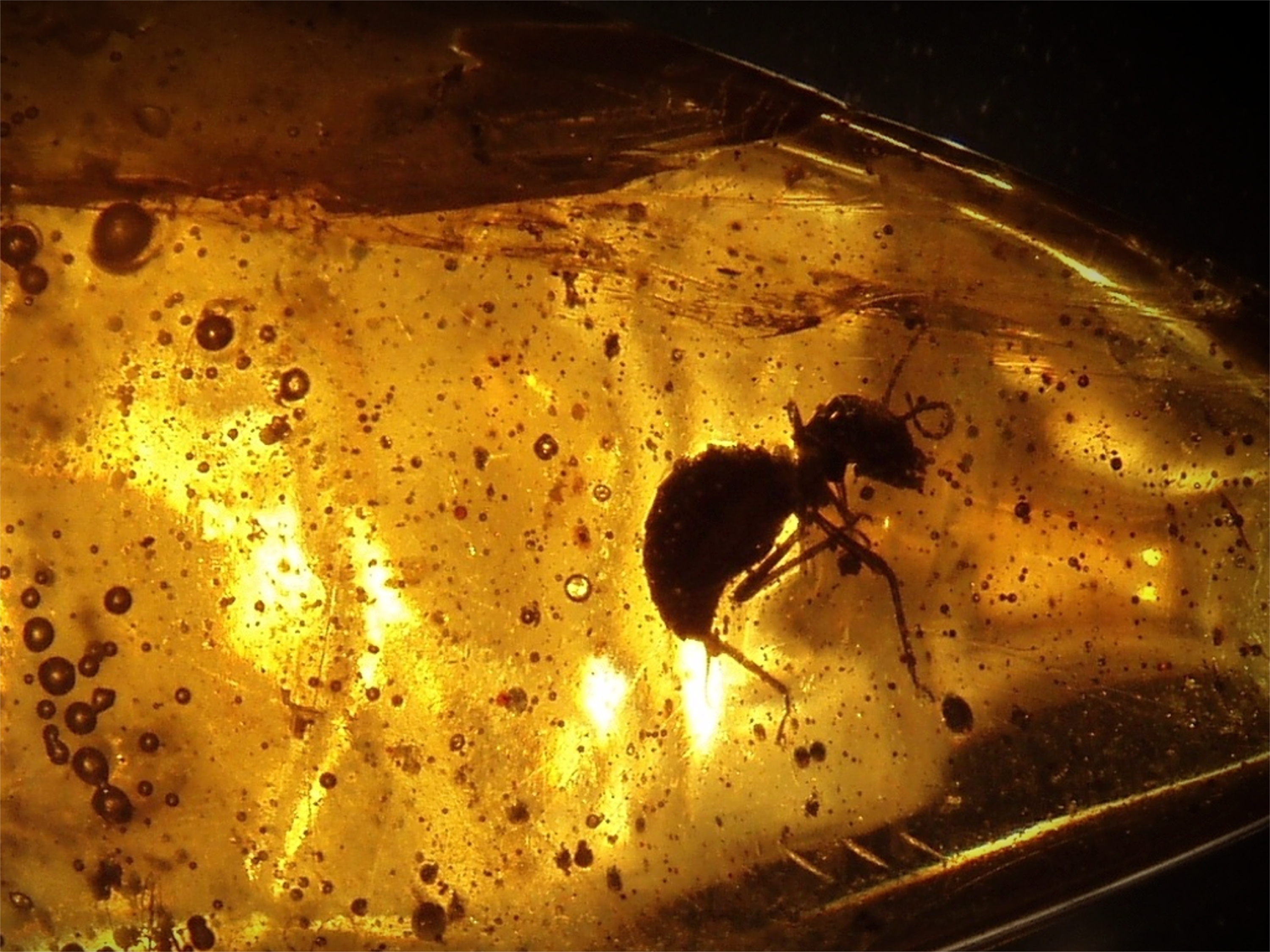
Hormiga fósil en ámbar
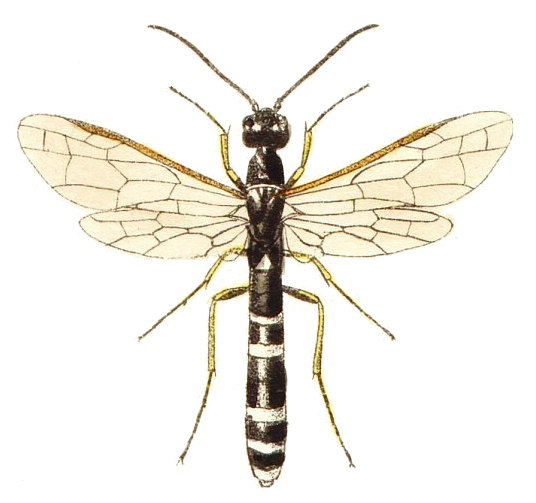
Hartigia linearis (familia Cephidae)
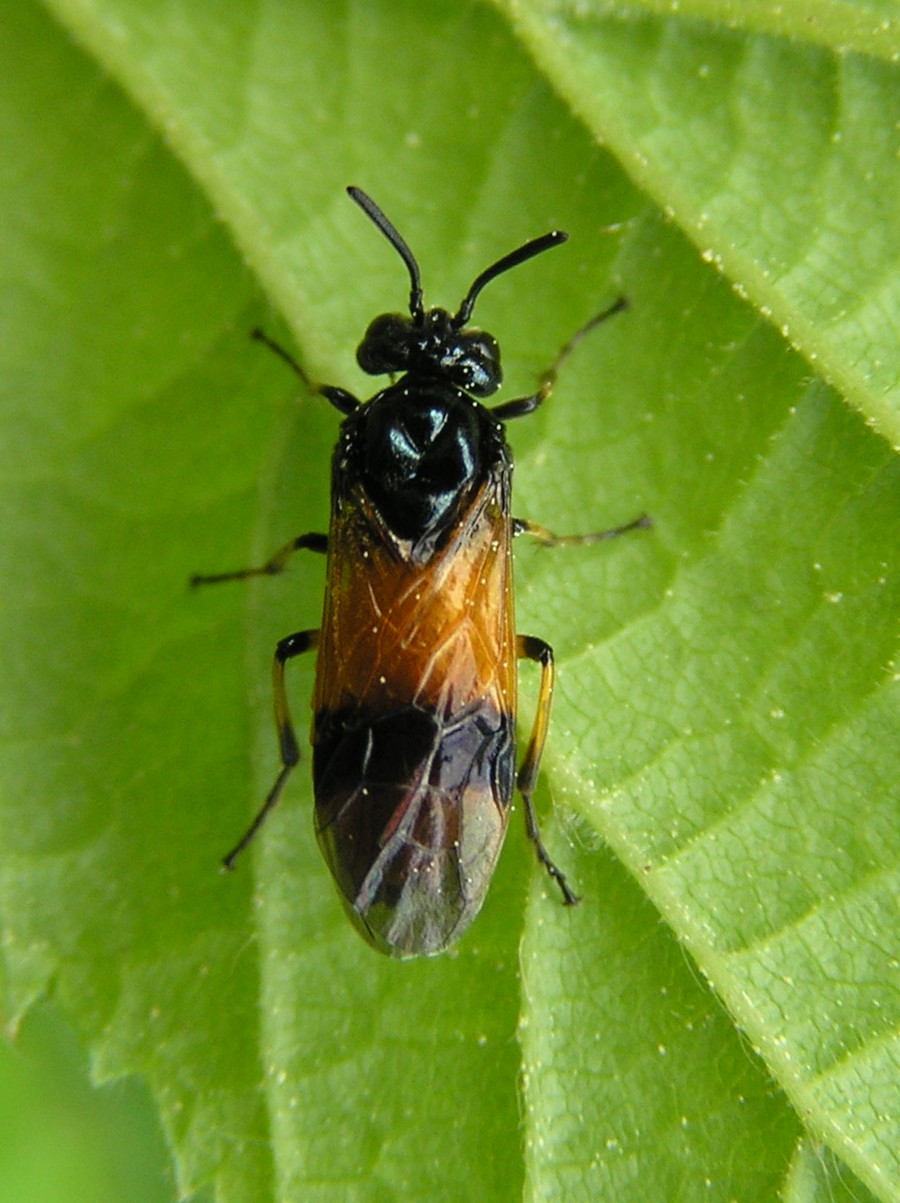
Arge cyanocrocea (familia Argidae) Polonia
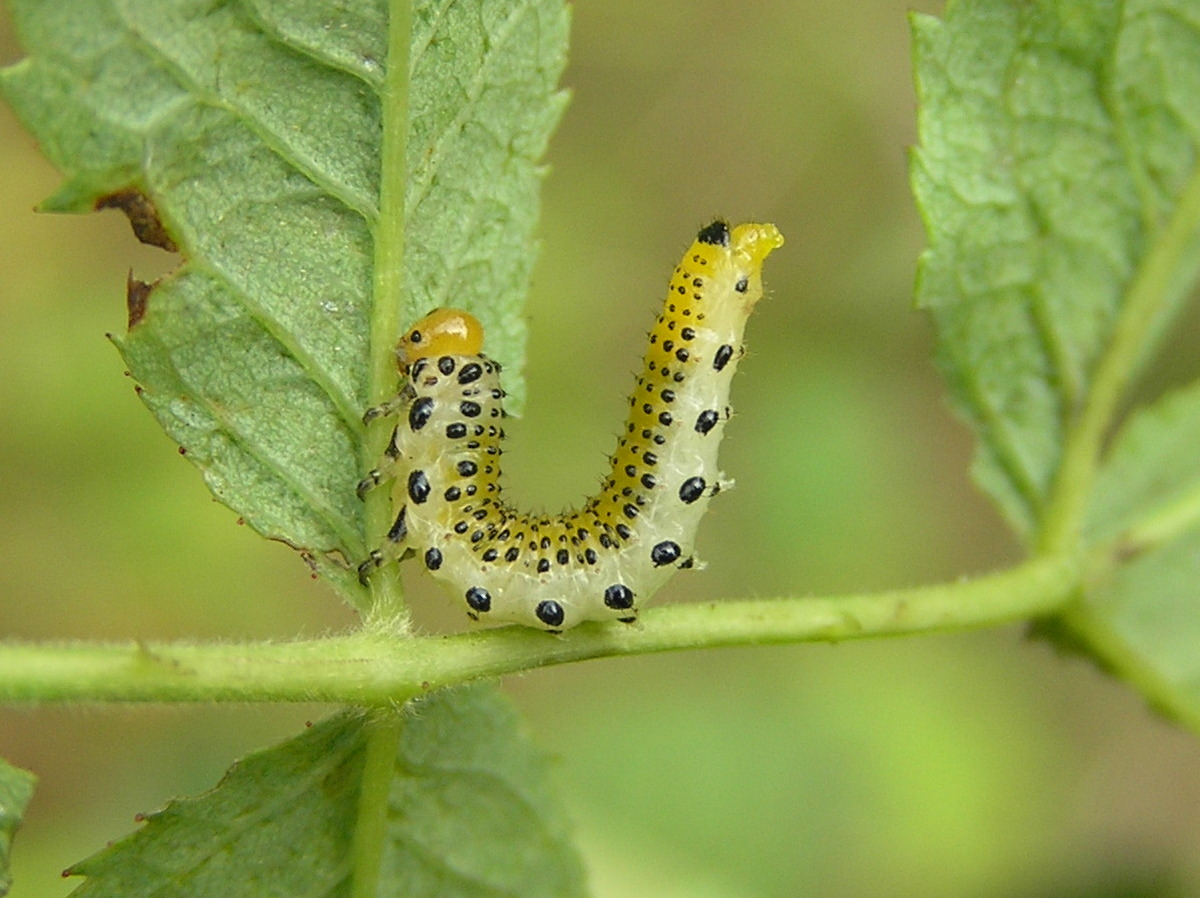
Arge pagana (familia Argidae) Polonia
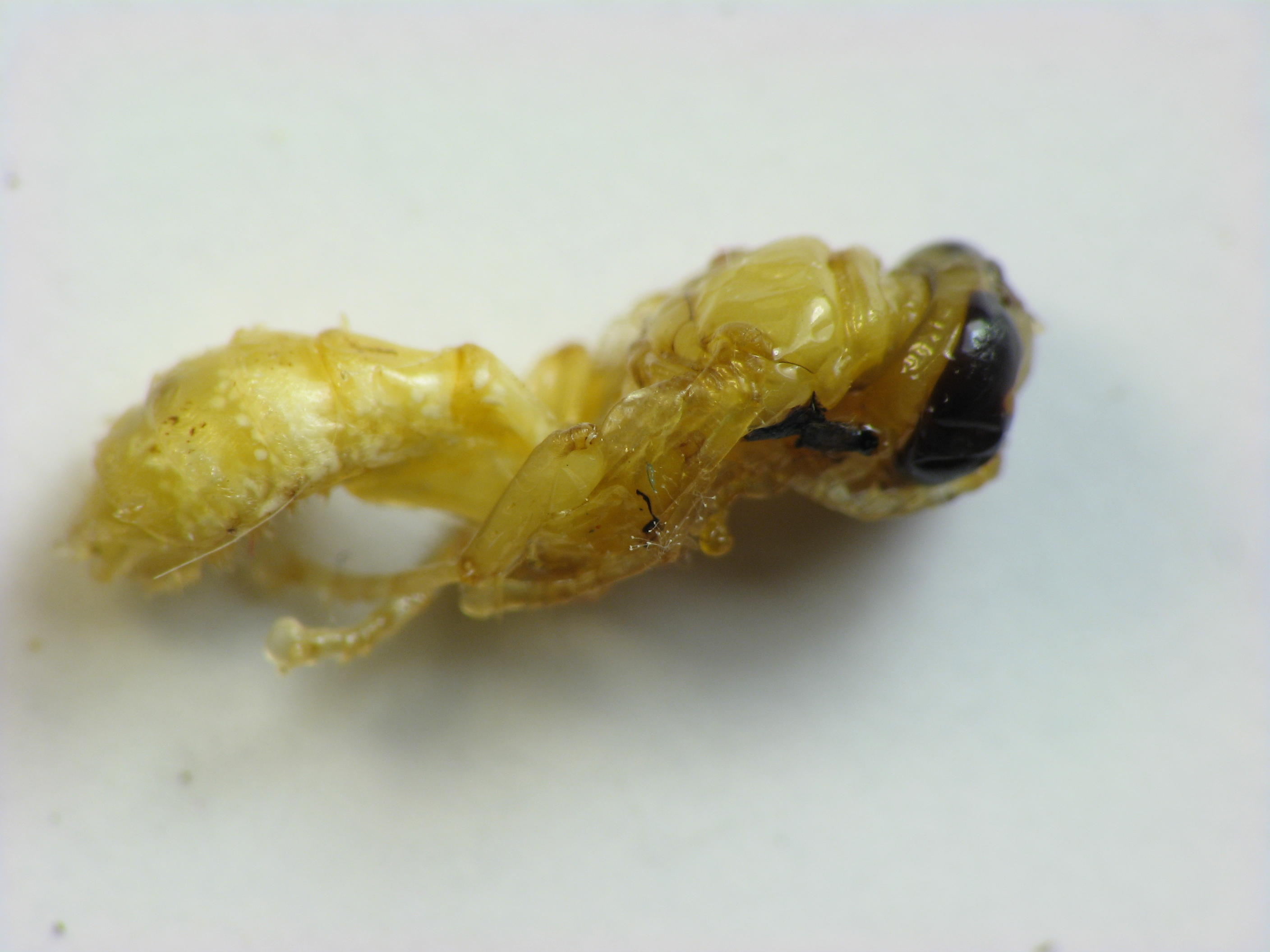
Trypoxylon collinum, pupa (familia Crabronidae). Pensilvania, Estados Unidos
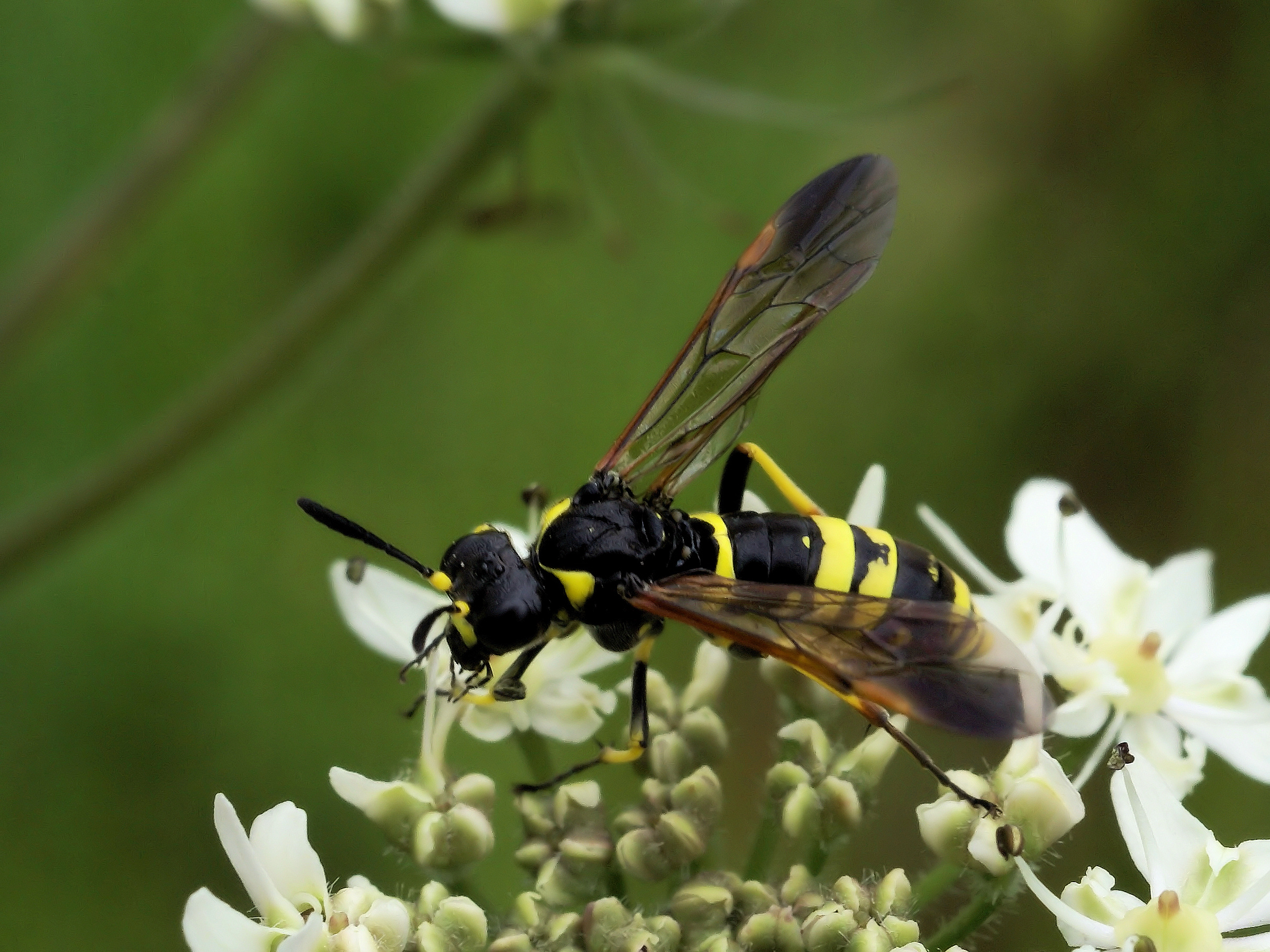
Tenthredo largiflava (familia Tenthredinidae) Bélgica
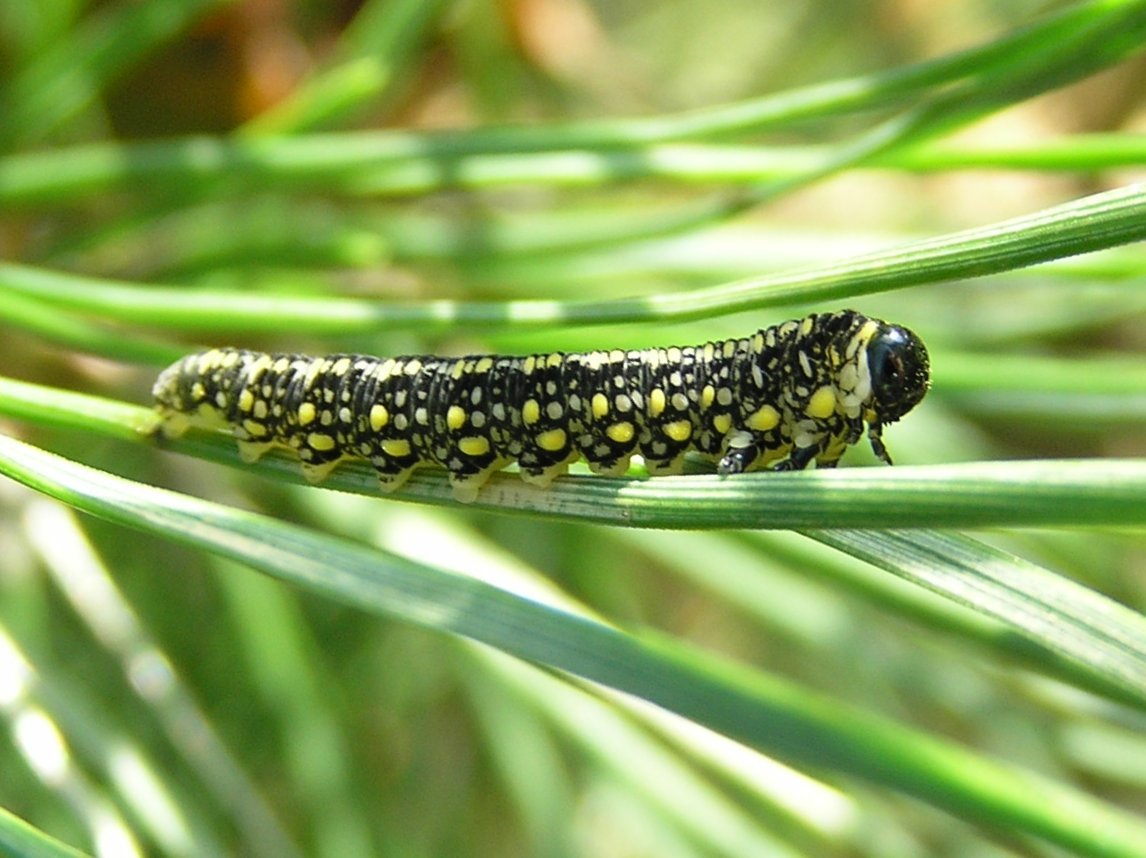
Diprion simile Polonia
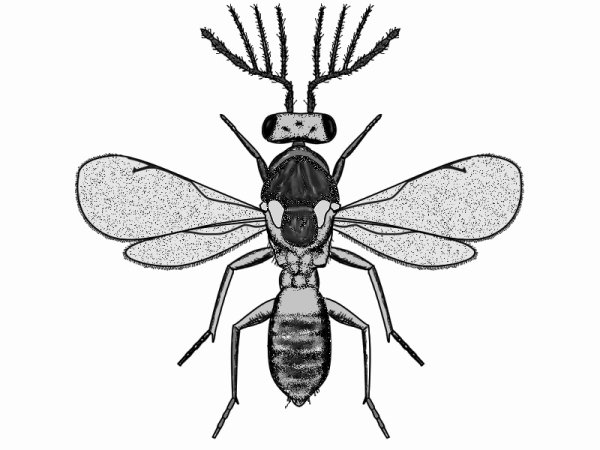
Pnigalio mediterranens Familia Eulophidae
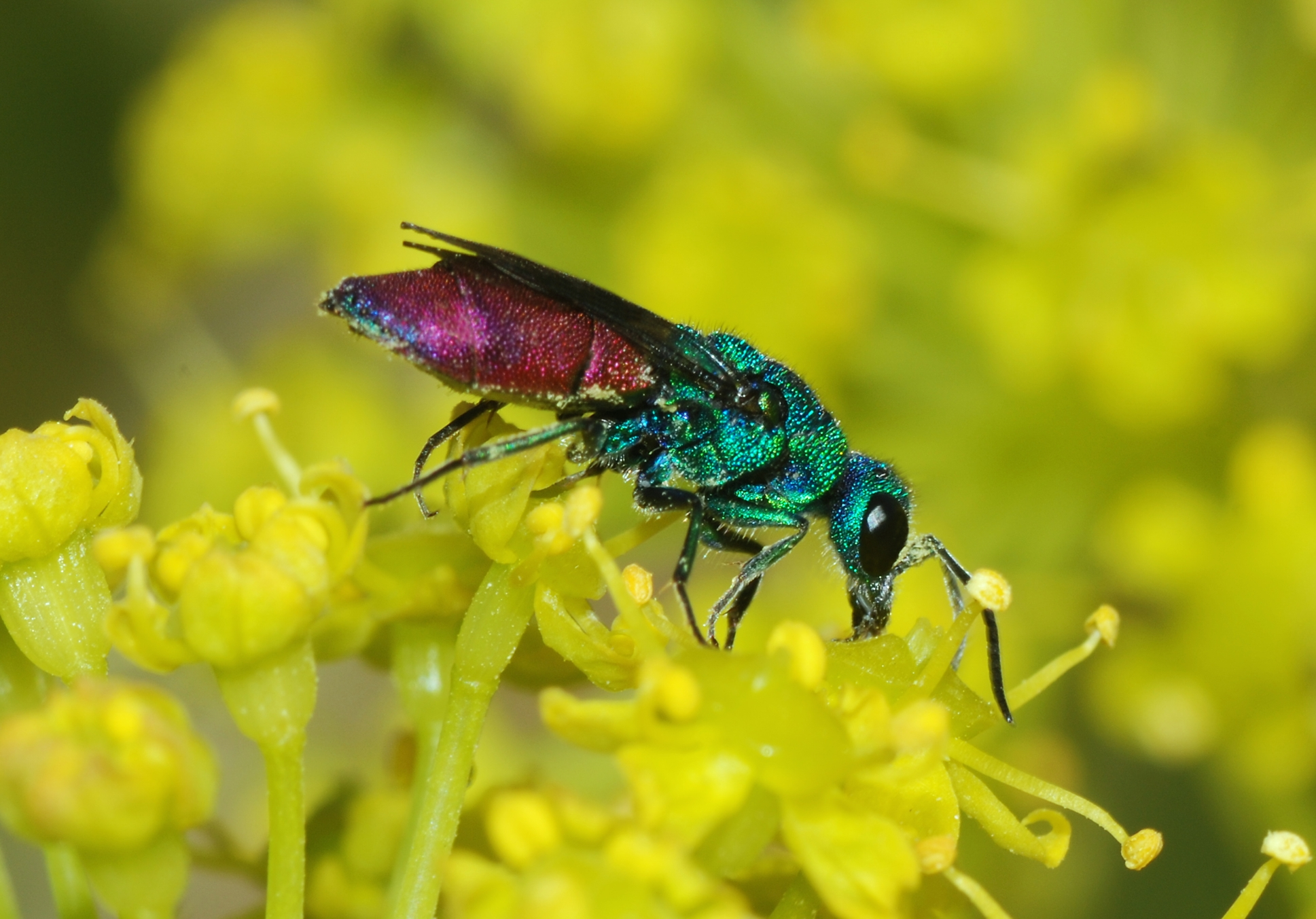
Chrysis ignita (familia Chrysididae)
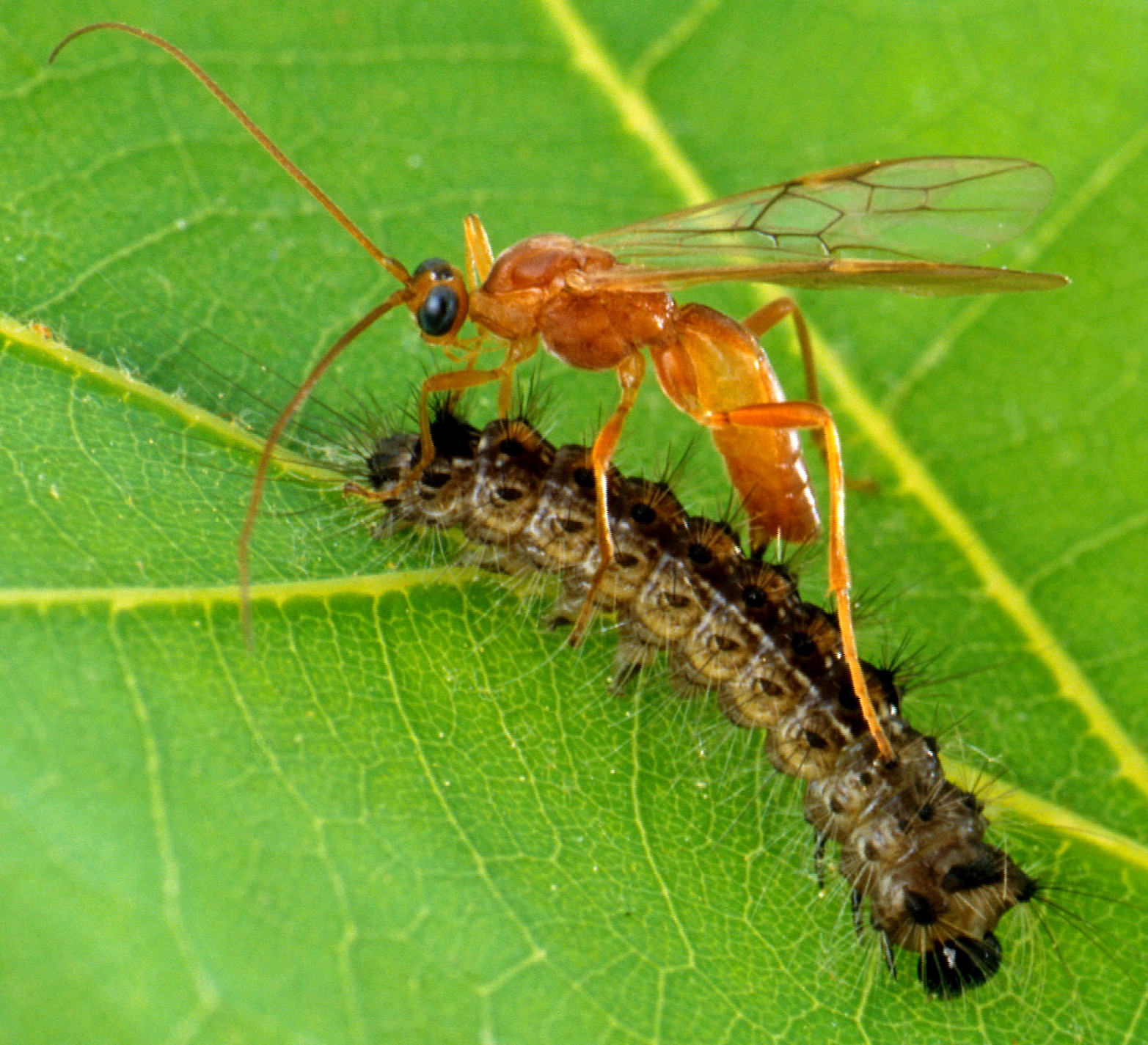
Aleiodes indiscretus parasitando a una larva de polilla gitana
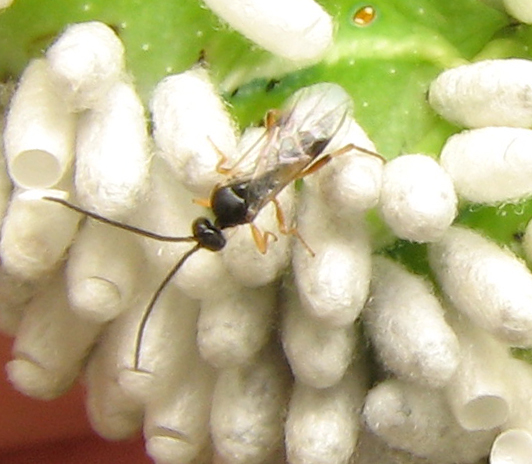
Cotesia congregata parasitando a una oruga de Manduca sexta. Pensilvania, Estados Unidos
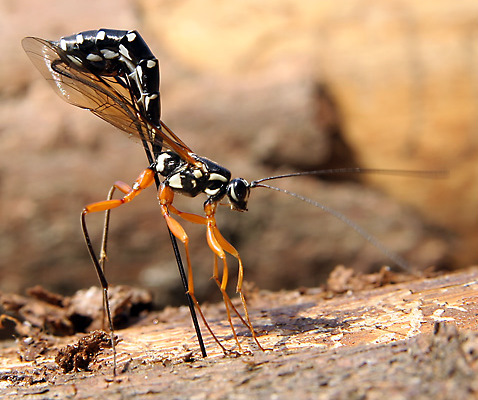
Rhyssa persuasoria (icneumónido) hembra depositando huevos
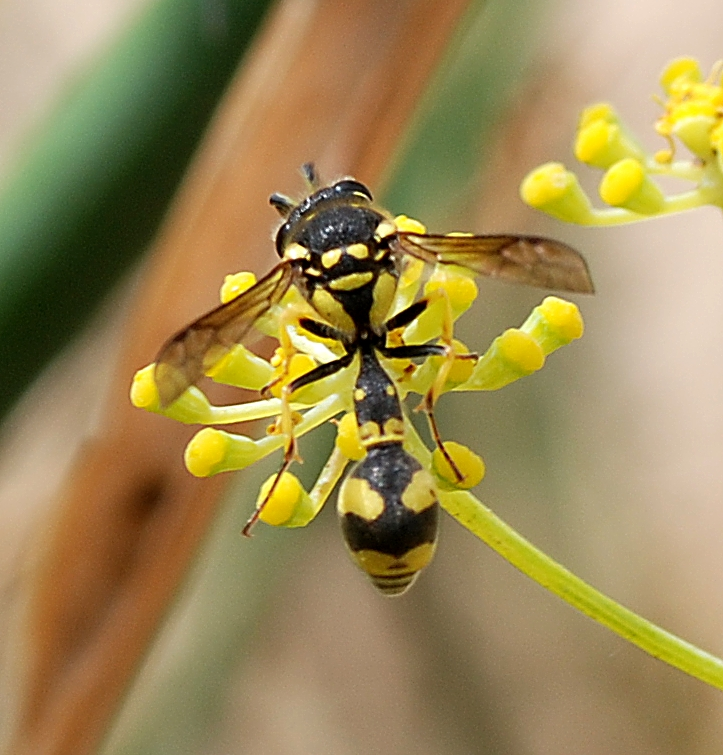
Eumenes coarctatus (subfamilia Eumeninae)
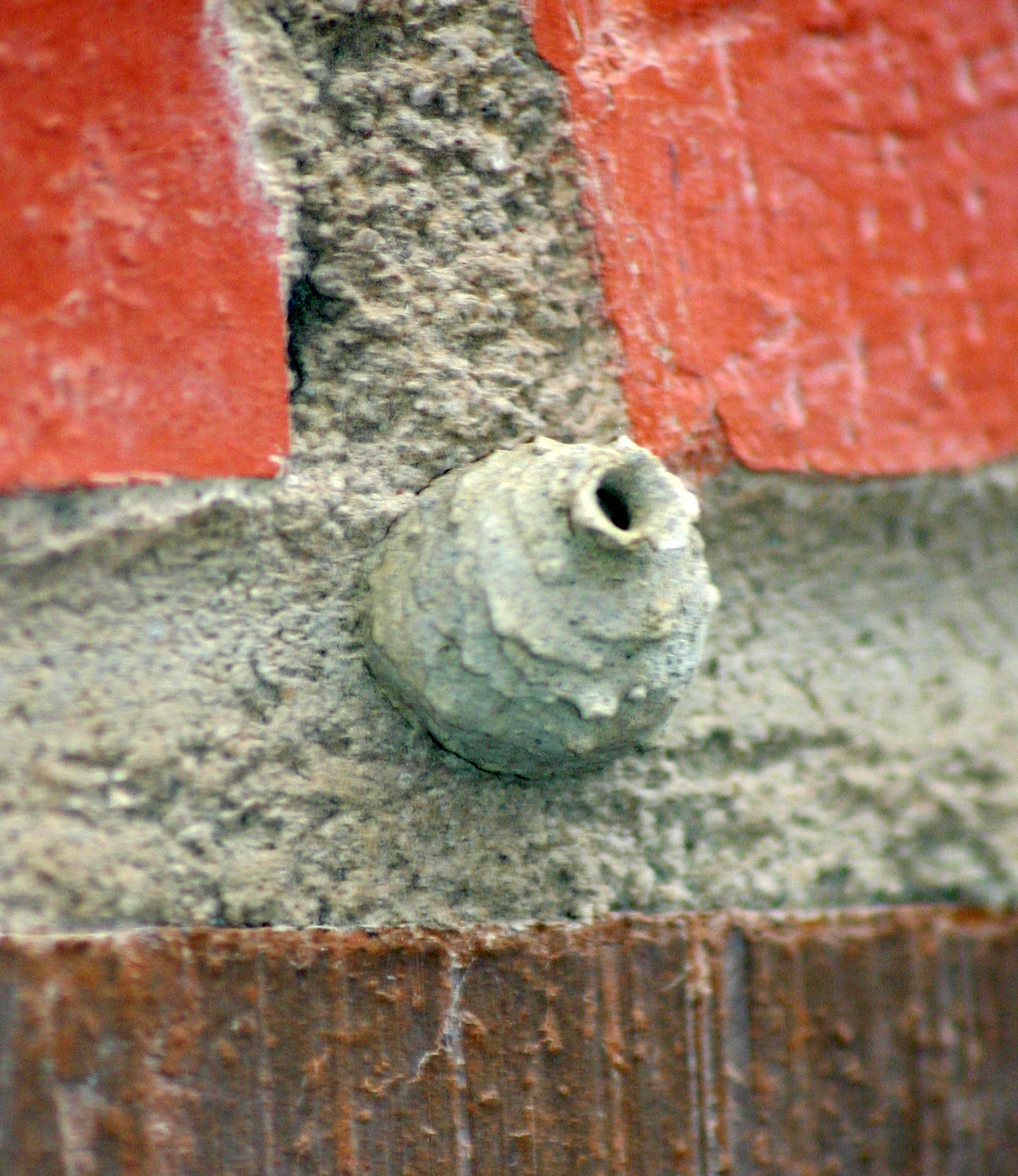
Nido de avispa Eumeninae. Carolina del Sur, Estados Unidos
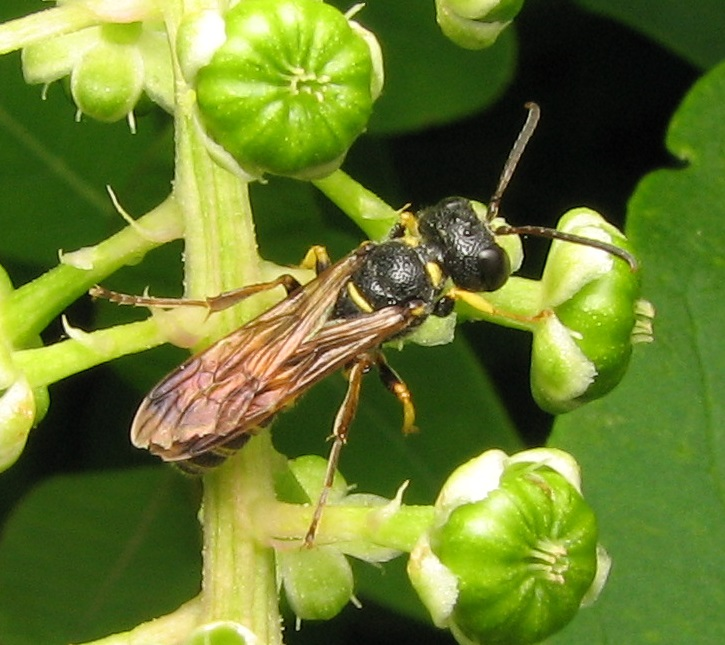
Cerceris macho (familia Crabronidae) Pensilvania, Estados Unidos
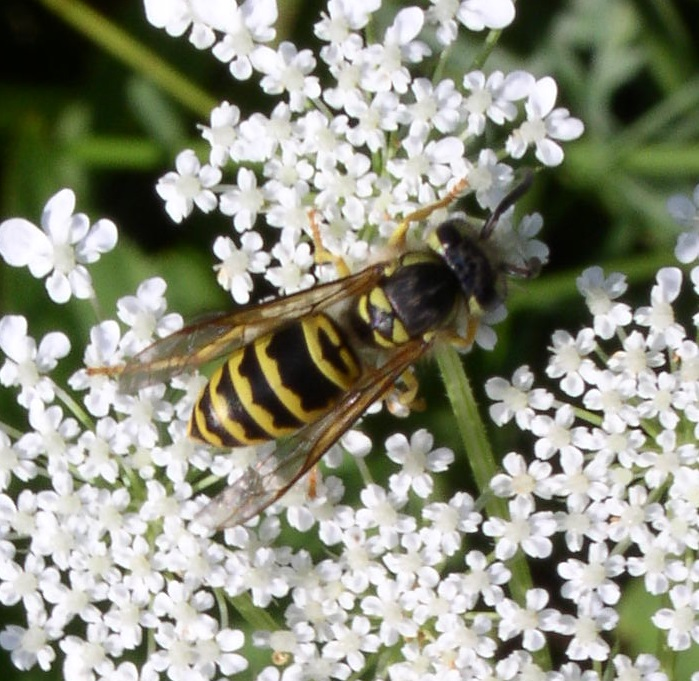
Vespula maculifrons (familia Vespidae) Pensilvania, Estados Unidos
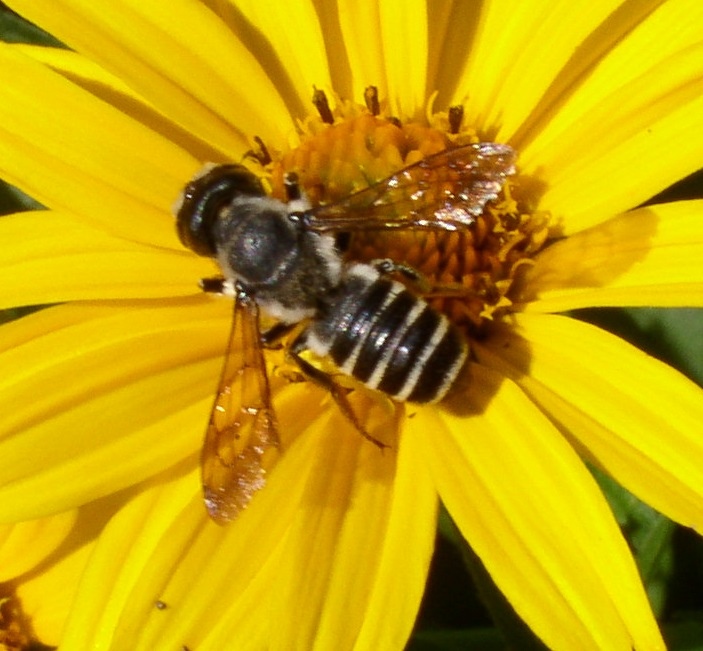
Megachile sp. (familia Megachilidae) en girasol. Pensilvania, Estados Unidos
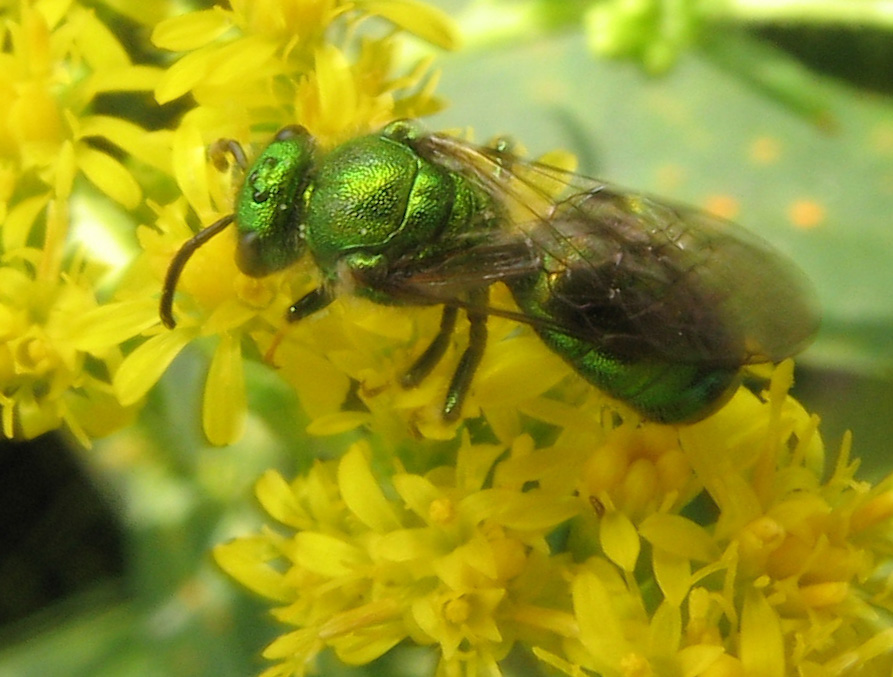
Augochloropsis metallica hembra (familia Halictidae). Pensilvania, Estados Unidos
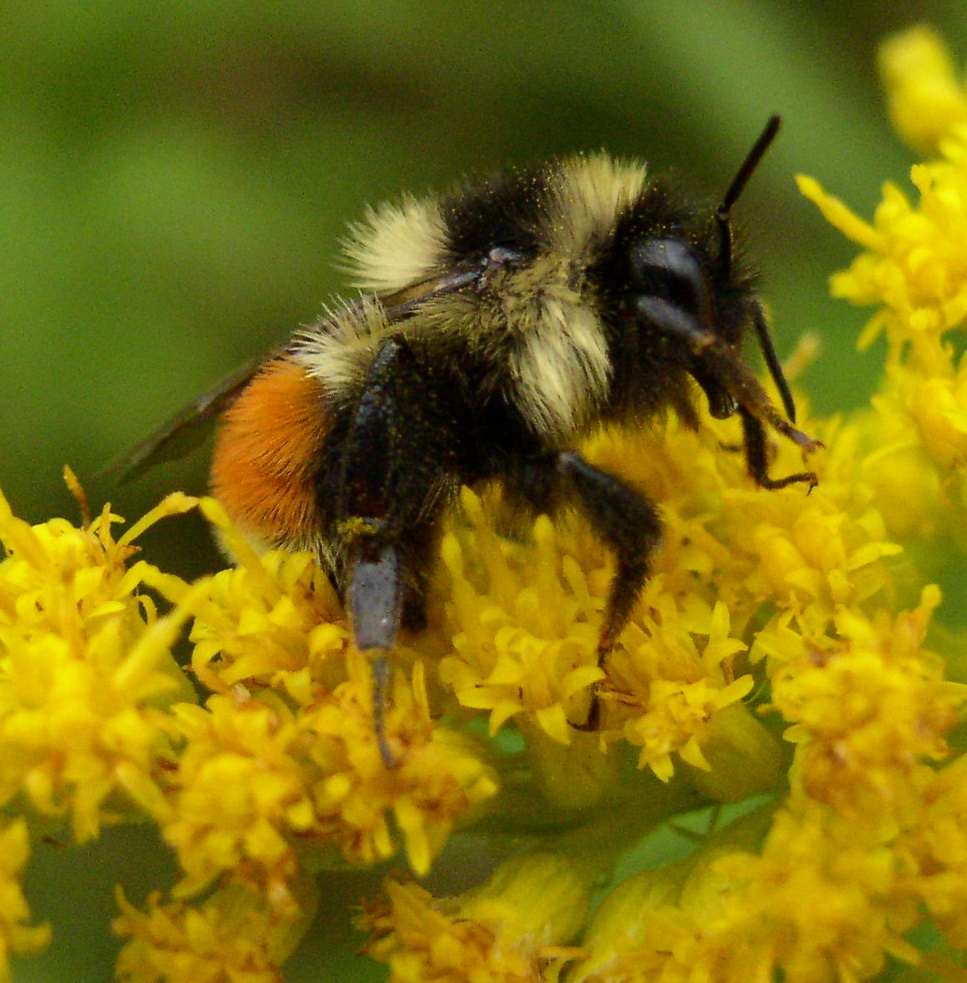
Bombus ternarius (familia Apidae). Míchigan, Estados Unidos
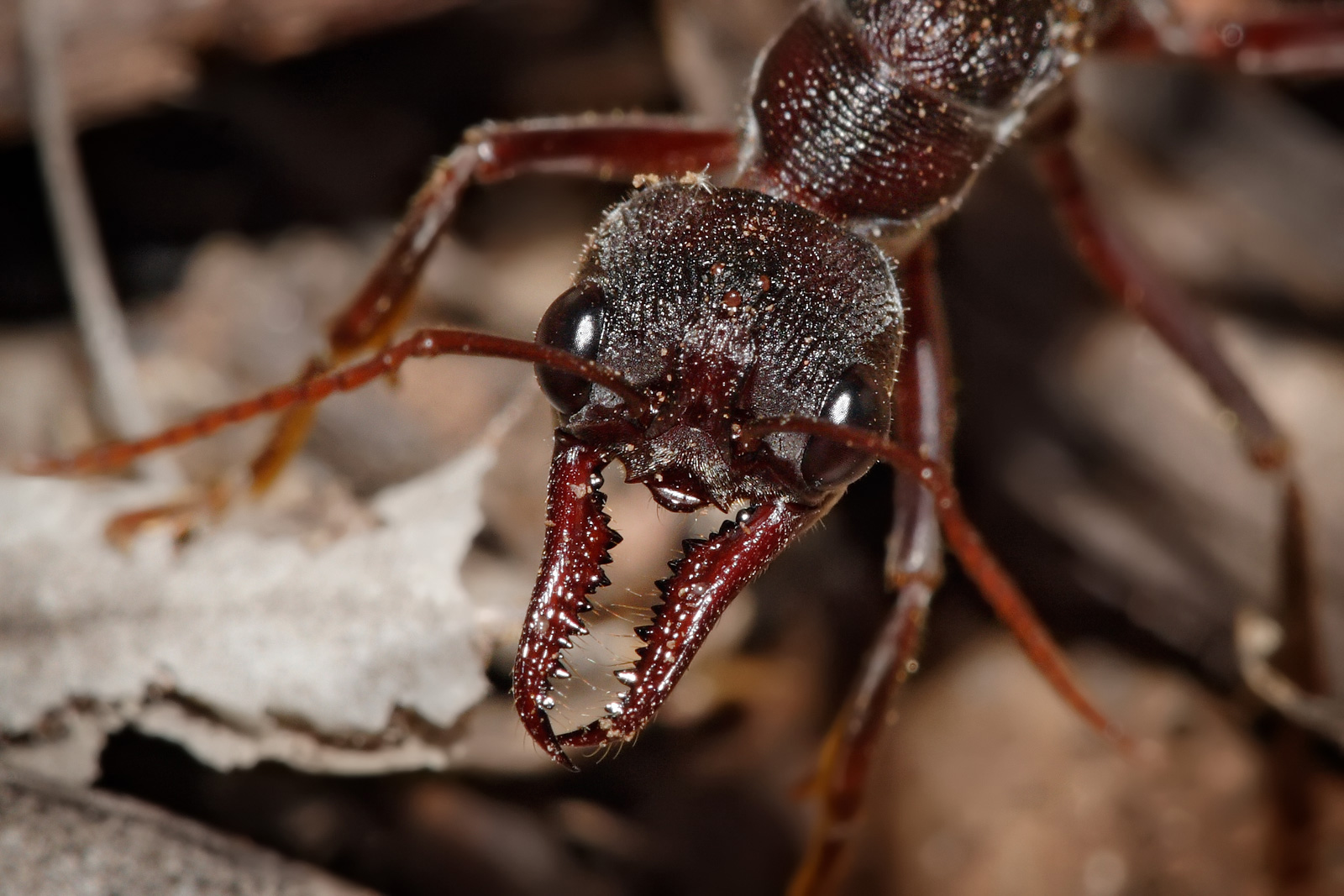
Hormiga Myrmecia sp.